# 국도 제174호선 (일본)
국도 제174호선(일본어: 国道174号)은 효고현 고베시 주오구에 있는 일본의 일반 국도다. 길이 187.1 미터로, 일본에서 가장 짧은 국도다.

## 역사
- 1953년 5월 18일: 고베 항 - 국도 제2호선 교차로 구간이 국도 제174호선으로 지정(길이 약 940 미터).
- 1962년: 국도 제2호선의 경로 변경에 따른 국도 제2호선 교차로의 이전으로 구간 단축. 나머지 구간이 국도에서 해제되어 효고현도 제30호선으로 지정.

## 접속 도로 및 시설
| 접속 도로 및 시설                         | 소재지               |
| ----------------------------------------- | -------------------- |
| 고베항                                    | 효고현 고베시 주오구 |
| 교바시 출입구 (한신 고속도로 3호 고베 선) | 효고현 고베시 주오구 |
| 국도 제2호선 효고현도 제30호선            | 효고현 고베시 주오구 |

## 사진

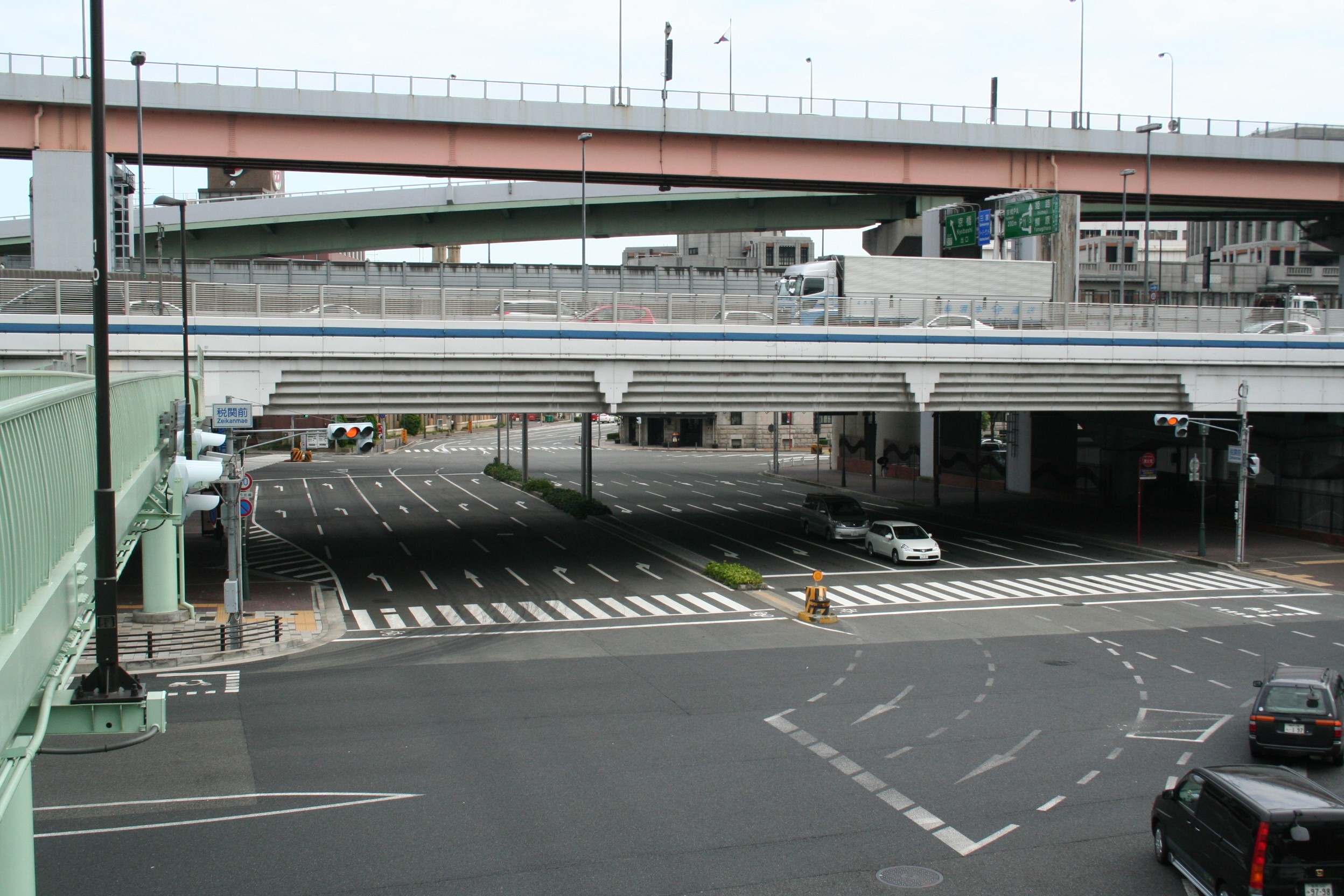
국도 제174호선 '전경'

## 같이 보기
- 국도 제4호선: 일본에서 가장 긴 국도(약 740 킬로미터)
- 국도 제189호선: 일본에서 2번째로 짧은 국도 (약 0.4km)
- 국도 제130호선: 일본에서 3번째로 짧은 국도 (482 m)
- 국도 제198호선: 일본에서 4번째로 짧은 국도 (618.1 m)
- 국도 제177호선: 일본에서 5번째로 짧은 국도이자 긴키 지방에서 2번째로 짧은 국도 (약 700미터의 거리)
- 플라워로드: 이 도로와 접촉되는 유일한 도로이며, 효고현도 제30호선의 애칭